# Declaração de Istambul

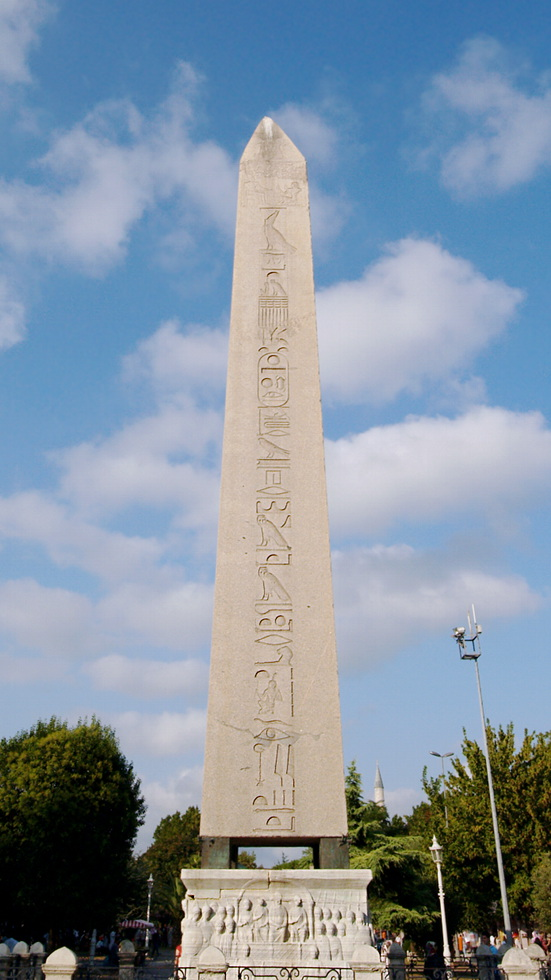
Obelisco de Teodósio em Istambul, construído anteriormente à Declaração de Instambul.

A Declaração de Istambul foi criada em Istambul visando combater e minimizar os chamados tráfico de órgãos e turismo para transplante, e discutida entre 30 de abril e 1º de Maio de 2008, em Istambul, na Turquia. A declaração esclarece as questões de turismo para transplante, do tráfico e do mercantilismo de órgãos, e fornece diretrizes éticas para a prática de doação de órgãos e transplante. Desde a criação da declaração, mais de cem países aprovaram os princípios. Algumas nações, posteriormente, reforçaram as suas leis sobre comércio de órgãos, incluindo China, Israel, Filipinas e Paquistão.

## História
Como conseqüência de uma generalizada escassez de órgãos e da crescente facilidade de comunicação pela Internet, o tráfico de órgãos e o turismo para transplante tornaram-se problemas globais. Estima-se que 10% dos transplantes de órgãos que são realizados anualmente em todo o mundo encaixam-se em uma das duas categorias anteriores. O tráfico de órgãos e o turismo para transplante ameaçam destruir a reputação dos transplantes em todo o mundo por causa de práticas como sequestro de pessoas para extração de órgãos ou até pela compra de órgãos de pessoas vivas, normalmente sem instrução ou pobres, por pessoas com a renda suficiente para tal.

## O conteúdo da Declaração de Istambul
A declaração enfatiza que o tráfico de órgãos e o turismo para transporte devem ser proibido porque violam os princípios de equidade, justiça e respeito pela dignidade humana. A declaração afirma ainda que o comércio de órgãos prejudica principalmente os pobres,  levando inexoravelmente à desigualdade e a injustiça, devendo ser, portanto, proibida.
É distinguido na Declaração de Istambul o turismo para transplante da viagem para transplante. A viagem para transplante é a transferência de órgãos ou de beneficiários, com a devida autorização jurídica e diplomática, para outros países, com a finalidade de realização de transplante. A viagem para transplante torna-se turismo para transplante se tal viagem envolver o tráfico de órgãos e/ou transplante de caráter comercial, ou se os recursos utilizados na viagem (órgãos, profissionais e centros de transplante) prejudicarem a capacidade do país para fornecer transplante de órgãos à sua própria população.